# کیم پان-کن
کیم پان-کن (انگلیسی: Kim Pan-keun؛ زادهٔ ۵ مارس ۱۹۶۶) بازیکن سابق فوتبال و مربی اهل کره جنوبی است.
از باشگاه‌هایی که در آن بازی کرده‌است می‌توان به باشگاه فوتبال سئول و باشگاه فوتبال بوسان ای‌پارک اشاره کرد.
وی همچنین در تیم‌های ملی فوتبال زیر ۲۰ سال کره جنوبی, کره جنوبی ب، و کره جنوبی بازی کرده‌است.
وی در مسابقات کشوری و بین‌المللی در مجموع برندهٔ ۱ مدال طلا، ۱ مدال برنز شده‌است.